# Diabeł z New Jersey
Ten artykuł dotyczy stworzenia, którego istnienia nie potwierdza współczesna zoologia.
Diabeł z New Jersey (ang. Jersey Devil) – legendarny potwór i kryptyda, rzekomo zamieszkujący Pine Barrens na południu stanu New Jersey. 
Potwór stał się elementem lokalnej kultury; oprócz licznych maskotek i gadżetów, drużyna hokejowa została nazwana New Jersey Devils. Jest także centralnym motywem telewizyjnego horroru Diabeł z New Jersey.

## Opis
Nie ma zgodności co do wyglądu Diabła; najczęściej opisuje się go jako dwunożną istotę, podobną do konia z długą szyją, z błoniastymi skrzydłami nietoperza i długimi nogami żurawia zakończonymi kopytami. Górne kończyny mają być krótkie i zakończone szponami. Ma on mieć długi ogon oraz czerwone i jarzące oczy, ma także wydawać z siebie przeraźliwy krzyk, podobny do ludzkiego. Czasami towarzyszy mu bezgłowy pirat, duch kobiety lub wilkołak. Według miejscowych legend Diabeł z New Jersey urodził się jako zdeformowane (według innych wersji bardzo brzydkie lub trzynaste) dziecko i został odrzucony (przeklęty lub utopiony) przez własną matkę. Wówczas zmienił się w diabła i wyfrunął przez komin (lub pozostał w rzece, gdzie go utopiono i tu z zemsty topi kąpiących się, głównie dzieci).

## Historia
W latach 30. do 70. XIX wieku wiele osób rzekomo spotkało potwora (w tym brat Napoleona Bonaparte − Józef Bonaparte). Rok 1909 wyróżnił się rekordową aktywnością potwora − w ciągu jednego tygodnia widziało go tysiące świadków (prawdopodobnie był to wynik zbiorowej histerii).